# Gargoyles, le film
Pour plus de détails, voir Fiche technique et Distribution.
Gargoyles, le film (Gargoyles : The Heroes Awaken) est un long-métrage d'animation des studios Disney. Sorti directement en vidéo en 1995, il est adapté de la série télévisée animée Gargoyles, les anges de la nuit (1994) dont ce film reprend les 5 premiers épisodes raccourcis, dans un nouveau montage de 80 minutes.

## Synopsis
Victimes d'un sortilège, des créatures fantastiques sont transformées en statues de pierre. Après plus de mille ans, elle reprennent vie à New York.

## Fiche technique
- Titre original : Gargoyles: The Heroes Awaken
- Titre français : Gargoyles, le film ; Les Anges de la nuit (sous-titre)
- Réalisation : Saburo Hashimoto, Takamitsu Kawamura et Kazuo Terada
- Scénario : Eric Luke (en) et Michael Reaves
- Conception graphique :
  - Stylisme : Hiroshi Ohno
  - Cadrage (Layout) : Ted Blackman
  - Décors : Hiroshi Ohno
  - Conception des personnages : Kazuyoshi Takeuchi, Kazuyoshi Tsuchiya, Kenichi Tsuchiya
- Animation : Shigeru Yamamoto (supervision)
- Musique : Carl Johnson
- Son : Scott Weber, Fred Judkins, Bryan Watkins, Stuart Nelson, Paca Thomas
- Montage : Susan Edmunson ; Bryan O. Watkins (son)
- Production : Frank Paur (en) ; Greg Weisman (associé)
- Société de production : Walt Disney Television Animation
- Société de distribution : Buena Vista Pictures
- Format : Couleurs - 1,33:1
- Durée : environ 80 minutes
- Langue : anglais
- Dates de sortie : 
  - États-Unis : mai 1995
  - France : 1996

## Distribution

### Voix originales
- Thom Adcox-Hernandez (en) : Lexington
- Edward Asner : Hudson
- Jeff Bennett : Brooklyn, Magus, Owen
- Clancy Brown : Hakon
- J.D. Daniels : Tom
- Keith David : Goliath
- Bill Fagerbakke : Broadway
- Jonathan Frakes : David Xanatos
- Pat Fraley (en) : Brendan
- Ed Gilbert : Captain
- Peter Renaday : Commander
- Salli Richardson-Whitfield : Elisa
- Marina Sirtis : Demona
- Kath Soucie : Princess Katherine
- Frank Welker : Bronx

### Voix françaises
- Benoît Allemane : Goliath
- Magali Barney : Elisa Maza
- Serge Blumenthal : David Xanatos
- Pierre Zaoui : Broadway
- Jean-Claude Michel : Hudson
- Cédric Dumond : Lexington
- Marie Vincent : Demona
- Muriel Montossey : Princess Katherine

## Sorties vidéo
- 16 décembre 1997 - VHS
- 4 avril 2001 - DVD